# 華納斯巴達足球會
華納斯巴達足球會是一家位於保加利亞瓦爾納的足球會，在斯巴達克體育場進行主場比賽。
華納斯巴達成立於1918年，是保加利亞最早成立的足球俱樂部之一。在1932年贏得保加利亞聯賽冠軍，並在1931年和1933年獲得亞軍。華納斯巴達大部分時間都在保加利亞頂級聯賽中比賽，俱樂部最近一次參加頂級聯賽是在2022-2023賽季。
華納斯巴達綽號是“獵鷹”，與同樣位於瓦爾納的查洛摩亞之間有著激烈的競爭關係，兩支球隊之間的比賽被稱為“瓦爾納德比”。這兩支球隊甚至曾共用尤里·加加林體育場（Yuri Gagarin Stadium），但後來該體育場已被拆除。

## 榮譽
- 保加利亞足球甲級聯賽:
  - 冠軍 (1): 1932

- 保加利亞足球乙級聯賽:
  - 冠軍(7): 1953, 1964–65, 1970–71, 1974–75, 1981–82, 1994–95, 2005–06

- 保加利亞足球丙級聯賽:
  - 冠軍(3): 2010–11, 2018–19, 2020–21

## 外部連結
- 官方網站 （页面存档备份，存于）
- bgclubs.eu （页面存档备份，存于）